# Anja Rupel
Anja Rupel (Liubliana, 19 de março de 1966) é uma cantora, compositora, radialista e jornalista eslovena.

## Discografia
Com Videosex
- Videosex 84, 1983
- Lacrimae Christi, 1985
- Svet je zopet mlad, 1987
- Arhiv (compilation), 1997
- Ljubi in Sovrazi

Carreira solo
- Odpri oči (Open your eyes), 1994
- Življenje je kot igra (Life is as a game)
- Moje sanje (My dreams)
- Ne ustavi me nihče (Nobody stops me)